# Macroglossia
Per macroglossia in campo medico, si intende un'anomalia che comporta un'eccessiva crescita volumetrica della lingua.

## Eziologia
Tale manifestazione viene causata soprattutto da un deposito anomalo di sostanze chimiche, per un edema e può essere causato anche da forme neoplastiche. Generalmente, la macroglossia deriva da cause congenite o acquisite: tra le prime vi è l'ipotiroidismo e la sindrome di Down, 
tra le seconde l'amiloidosi primitiva, le neoplasie della lingua e l'acromegalia, che prevede la crescita esagerata di tutti gli organi interni.

## Patologie associate
Tale malformazione si ritrova in diversi  sindromi, come quella di Down e di Beckwith-Wiedemann, ma anche in patologie ossee come l'acromegalia e ancora amiloidosi, ipotiroidismo, tiroide ectopica, duplicazione intestinale, linfangioma, mannosidosi, rabdomioma.